# Mahmud Muhammad Taha
Mahmud Muhammad Taha (arabisch محمود محمد طه, DMG Maḥmūd Muḥammad Ṭaha; * 1909 oder 1911 in Rufaʿa; † 18. Januar 1985 in Khartum) war ein sudanesischer Gelehrter, Politiker und Sufi-Theologe, der wegen des Vorwurfes des Abfalls vom Islam zum Tode verurteilt und hingerichtet wurde.

## Leben während der Kolonialzeit
Mahmud Muhammad Taha machte 1936 seinen Studienabschluss als Wasserbauingenieur und arbeitete danach für die sudanesische Eisenbahngesellschaft. Zunehmende politische Beschäftigung ließ ihn dieses Angestelltenverhältnis aufgeben und 1945 zusammen mit einigen fortschrittlichen Intellektuellen die Republikanische Partei (Ichwan al-hizb al-dschumhuri, wörtlich: „Brüder der Republikanischen Partei“) gründen, deren Vorsitz er als politischer und spiritueller Führer (Ustadh) übernahm. Er war entschiedener Gegner des herrschenden Sufi-Ordens der Khatmiyya, deren Gegner Ansar (auch Mahdiya, Sufi-Anhänger in der Nachfolge des Mahdi) und der britischen Kolonialmacht. Er trat für eine von Ägypten unabhängige und demokratische Republik ein. 1946 wurde er zweimal verhaftet und saß insgesamt zwei Jahre im Gefängnis. Nach seiner Entlassung zog er sich für drei Jahre aus der Öffentlichkeit nach Rufa’a (am Blauen Nil) zurück. Als er 1951 wieder auftauchte, verkündete er seine Vorstellungen von einer Erneuerung des Islams, die ihm von Allah offenbart worden seien und die er später die Zweite Botschaft des Islams nannte. Anfang der 1950er Jahre wurde die Partei in eine politisch-religiöse Vereinigung, die Republikanischen Brüder (al-ihwan al-gumhuriyun) bzw. Republikanischen Schwestern (al-ahawat al gumhuriyat), umgewandelt, um dieses neue Konzept zu verbreiten. Taha trat als Prediger dieser Botschaft auf und die Gruppierung wurde dabei einer Sufi-Bruderschaft ähnlich.

## Nach der Unabhängigkeit
Mahmud Muhammad Taha wurde auch später mehrfach verhaftet und zu längeren Gefängnisstrafen verurteilt. Er entwickelte eine sehr fortschrittliche Interpretation des Korans und trat für einen demokratischen, föderalistischen, weltlichen und sozialistischen Sudan und die Gleichstellung von Mann und Frau ein. Er lehnte die traditionelle Auslegung der Scharia ab, für die Moslembrüder waren dagegen seine Reformideen eine Provokation. Ein erstes Verfahren gegen ihn wegen Apostasie fand im November 1968 statt, bei dem Taha auf Druck der Moslembrüder zum Ungläubigen erklärt wurde. Die politischen Aktivitäten der Republikanischen Brüder wurden nach der Machtergreifung der Freien Offiziere unter Dschafar an-Numairi im Mai 1969 zwar verboten, dennoch konnte sich Taha in den folgenden zehn Jahren mit dem anfangs säkular und sozialistisch ausgerichteten Regime arrangieren.
Auf persönlicher Ebene spielten für Numeiri Anfang der 1970er Jahre mystische Glaubensinhalte des Sufismus eine Rolle, ohne dass dies Einflüsse auf die Regierungspolitik gehabt hätte. Religiöses Sektierertum war zwar (zumindest nach außen hin) aus der Welt geschafft, den Republikanischen Brüdern verblieb dennoch während dieser Zeit genügend Entfaltungsspielraum, um die Mystik Tahas verbreiten zu können. Im Gegenzug verzichteten die Republikanischen Brüder auf eine Opposition gegen die Regierung. Unter städtischen Intellektuellen fand die neue theologische Interpretation des Korans neue Anhänger.
Nach einer strategischen Umorientierung Präsident Numeiris zum Islam Anfang der 1980er Jahre – wobei er sich zum Imam für ganz Sudan erklärte – kam es in der Endphase von dessen Herrschaft zu einem zweiten Verfahren gegen Taha, das mit seiner Verurteilung endete. Von Numeiri wurden im September 1983 Gesetze zur Einführung der Scharia erlassen, die im November vom Parlament bestätigt wurden. Wegen eines Flugblattes gegen diese Septembergesetze saß Taha im März 1984 für kurze Zeit in Haft. Währenddessen starteten die Republikanischen Brüder eine Kampagne gegen die Scharia. Am 25. Dezember 1984 forderten sie in einem neuen Flugblatt die Aufhebung der Scharia und eine friedliche Lösung für den Konflikt mit dem Südsudan.

## Hinrichtung
Am 7. Januar 1985 wurde Taha erneut verhaftet und am 8. Januar 1985 zum Tode verurteilt. Es ging eigentlich um Vergehen gegen den Staat, die Urteilsbegründung bezog sich dann aber auf die religiösen Überzeugungen der Republikanischen Brüder. Erst im Berufungsverfahren wurde Taha zum Apostaten erklärt, obwohl dieses Gericht für Fragen der Apostasie nicht zuständig war. Es argumentierte mit juristisch gegenstandslosen Begründungen, indem es sich auf das frühere Verfahren von 1968 bezog und dass die al-Azhar-Universität Taha damals zum Ungläubigen erklärt hätte. Es wurde mehrfach gegen die Strafprozessordnung verstoßen: Der Justizminister fügte, um wegen Apostasie verurteilen zu können, dem sudanesischen Strafgesetzbuch den Artikel 458(3) hinzu, nach dem Hadd-Straftaten auch dann geahndet werden durften, wenn sie nicht im Strafgesetzbuch genannt wurden. Artikel 247 der sudanesischen Strafprozessordnung sah vor, dass die Todesstrafe nicht vollstreckt werden kann, wenn der Angeklagte älter als 70 Jahre ist. Taha war bei seiner Verurteilung 76 Jahre alt. Am Freitag, dem 18. Januar 1985, wurde er auf einem Vorplatz des berüchtigten Kobar-Gefängnisses von Khartum-Nord vor etwa dreitausend Zuschauern gehenkt.
Innerhalb der Republikanischen Schwestern spielte in den Jahren danach eine Nichte Tahas, die bei ihm aufgewachsene Batul Muchtar Muhammad Taha, eine wichtige Rolle. Sie gehört zu den bekanntesten sozialistischen Feministinnen des Sudan.

## Theologie
Taha beschäftigte sich mit westlicher Philosophie, las Marx und Hegel, aber auch al-Ghazali, Ibn al-Arabi und al-Halladsch. Die Zweite Botschaft des Islam (ar-Risala at-taniya min al-islam) erschien 1967 erstmals als Buch und erhielt bei jeder Neuauflage ein weiteres Vorwort, in dem der Text interpretiert und Missverständnisse kommentiert wurden. Das Werk ist schwierig zu lesen, die übliche Terminologie der islamischen Rechtswissenschaft wird teilweise mit einer anderen Bedeutungsebene gebraucht. Manche Aussagen wirkten provozierend durch die unklare zeitliche Unterscheidung zwischen Gegenwartsbeschreibung und Erwartungshorizont. Hinzu kommt die prophetische Unbedingtheit, mit der das eigentlich säkulare Gesellschaftsmodell ausgebreitet wird.
Da nach islamischem Verständnis Mohammed als letzter Prophet gilt, kann oder darf es eine „Zweite Botschaft“  nicht geben. Im Koran werden in Mekka oder in Medina offenbarte Suren unterschieden. Taha schrieb nur den frühen, in Mekka offenbarten Suren überzeitliche, ethische Bedeutung zu. Die Suren aus Medina hingegen hielt er für zeitbedingt und als historisches Modell nur für das 7. Jahrhundert gültig. Das ist eine innerhalb des Islams provozierende Aussage, da die koranische Offenbarung im Ganzen als zeitlos angesehen wird und nicht kritisiert werden kann. Mit seiner Grundannahme von der Entwicklungsfähigkeit des Korans wollte er auch die Scharia-Gesetze aus ihrer historischen Bestimmtheit lösen und durch die Formulierung allgemeiner Tugenden ersetzen.
Die Geschichte bis zur gegenwärtigen Zeit ist nach Taha ein mangelhafter Übergangszustand, in dem die universal-ethischen Prinzipien der mekkanischen Offenbarung nicht einzuhalten waren und erst in der (nahen) idealen Zukunft zur Geltung kommen werden. Als Maßstab für die Einschätzung des erreichten gesellschaftlichen Stadiums auf dem Weg zu seiner Vollendung diente Taha offenkundig ein modernes Menschenrechtsverständnis. Die „neue Gesellschaft“ wird dann die „Zweite Botschaft“ vollenden, indem aus der Gemeinschaft der Gläubigen (ummat al-muminin) die Gemeinschaft der Gottergebenen (ummat al-muslimin) entstanden sein wird. Dieses Phasenmodell bot Taha die Möglichkeit, in der gegenwärtigen Zeit des „Ersten Islam“ gültigen Regeln der islamischen Soziallehre wie Zakat und Schura nur eine historische Bedeutung beizumessen. Seine Auslegung des Korans zielte auf den Sinngehalt (batin) und beruhte auf der Erfahrung eines Mystikers.
Das Konzept, die mekkanischen Suren des Koran grundsätzlich anders zu werten als die medinensischen, wird heute z. B. von Abdel-Hakim Ourghi aufgegriffen: „Diese Forderung stammt ursprünglich von Mahmud Taha, einem sudanesischen Gelehrten, der 1985 hingerichtet worden ist, weil er in seinem Buch mit dem Titel ‚Die zweite Botschaft‘ die unterschiedliche Wertung dieser beiden Teile des Korans gefordert hat. Seines Erachtens gilt nur der in Mekka offenbarte Koran (610–622) als zeitlos, weil er universal sinnstiftende Lehren im ethischen Sinne enthalte. Dagegen habe Muhammad als Staatsmann einer irdischen Gemeinde in Medina (622–632) situationsbedingte Koranstellen verkündet, die in ihrem historischen Wirkungskontext zu begreifen seien.“

## Zitate
„Das grundlegende Prinzip (al-asl) im Islam ist, daß jeder Mensch frei ist […], denn die Freiheit ist ein natürliches Recht (haqq tabi´i), dem die Pflicht zum verantwortlichen Umgang mit der Freiheit (husn at-tasarruf fi l-hurriya) entspricht.“
„Das grundlegende Prinzip im Islam ist Gemeinschaftlichkeit des Besitzes (suyu´al-mal) zwischen allen Menschen.“
„Das grundlegende Prinzip im Islam ist vollkommene Gleichberechtigung (al-musawat at-tamma) zwischen Männern und Frauen.“

## Werke
- At-tahaddi alladhi yuʾadschihu al-ʿArab
- Ar-risala at-thaniya min al-islam 1967. Übersetzt von Abdullahi An-Na'im: The Second Message of Islam. Syracuse University Press 1996
- Usus Dustur as-Sudan 1955
- Qul Hadhihi Sabili